# Орель (Воклюз)
Оре́ль (фр. Aurel) — коммуна на юго-востоке Франции в регионе Прованс — Альпы — Лазурный Берег, департамент Воклюз, округ Карпантрас, кантон Перн-ле-Фонтен. До марта 2015 года коммуна административно входила в состав кантона Со.

## Географическое положение
Орель расположен в 55 км к востоку от Авиньона. Соседние коммуны: Реанетт на севере, Феррасьер на востоке, Сен-Трини на юго-востоке, Со на юге.
Площадь коммуны — 28,9 км², население — 178 человек (2006) с тенденцией к росту: 189 человек (2012), плотность населения — 6,5 чел/км².

### Гидрография
Коммуна стоит на Неске, кроме этого, через коммуну протекают Равен-де-ла-Кюрни и Равен-ле-Бассетт.

## Демография
Население коммуны в 2011 году составляло 182 человека, а в 2012 году — 189 человек.
| 1962 | 1968 | 1975 | 1982 | 1990 | 1999 | 2004 | 2006 | 2009 | 2010 | 2011 | 2012 |
| ---- | ---- | ---- | ---- | ---- | ---- | ---- | ---- | ---- | ---- | ---- | ---- |
| 137  | 132  | 113  | 126  | 128  | 156  | 177  | 178  | 184  | 182  | 182  | 189  |

Динамика населения:

## Достопримечательности (фотогалерея)

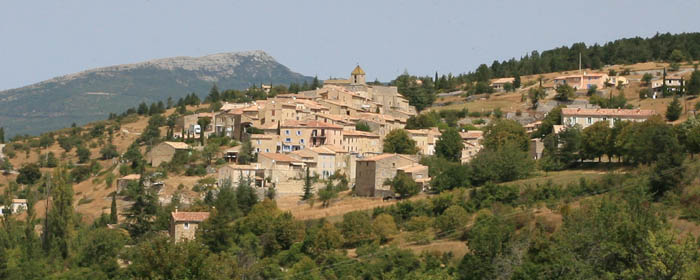
Панорама

- Развалины замка XII века, расположен на вершине холма.
- Церковь Сент-Орель, XII век.
- Часовня Сент-Эспри на ферме Кротт, 1667 года.

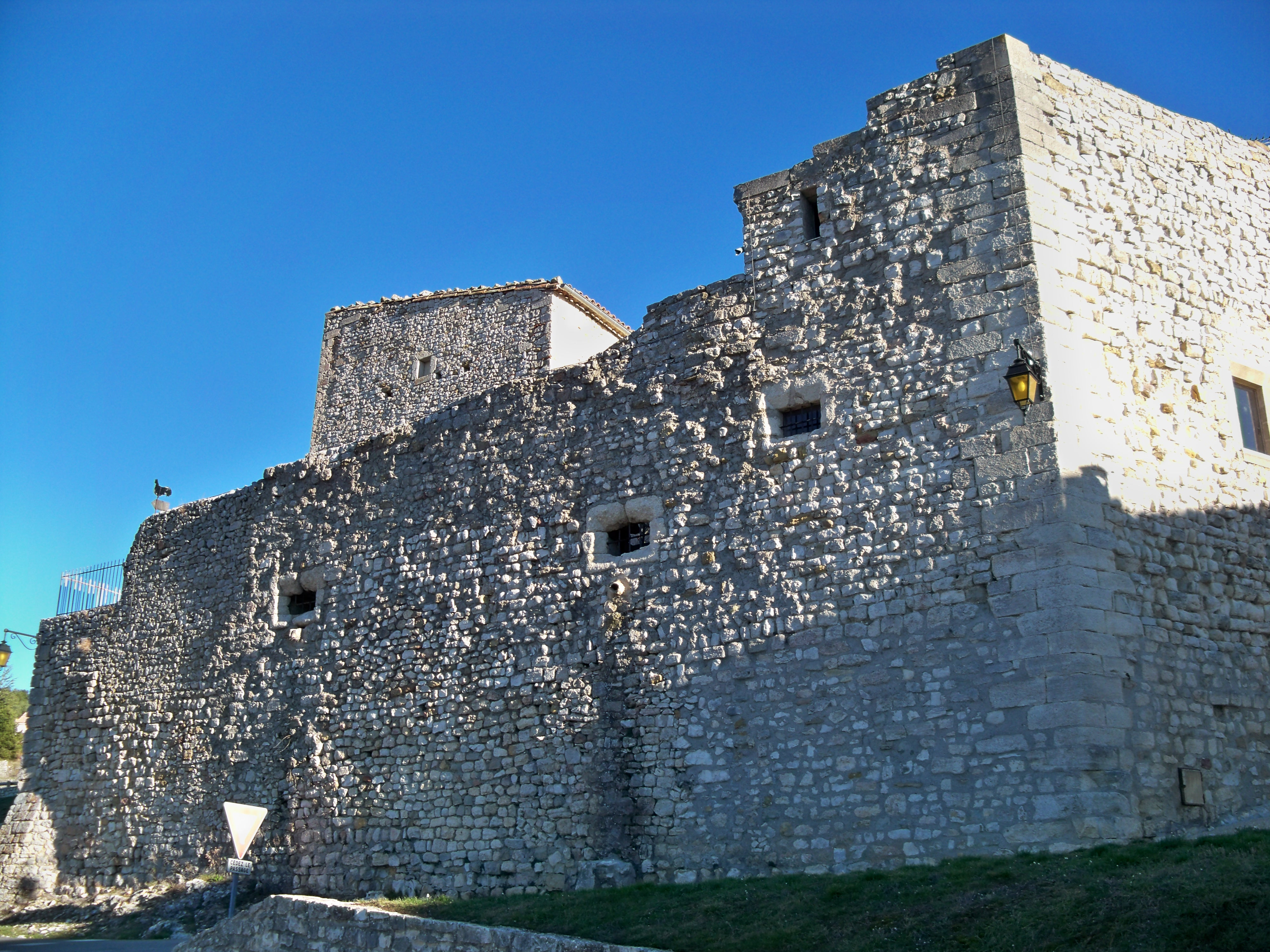
Развалины замка, XIV век
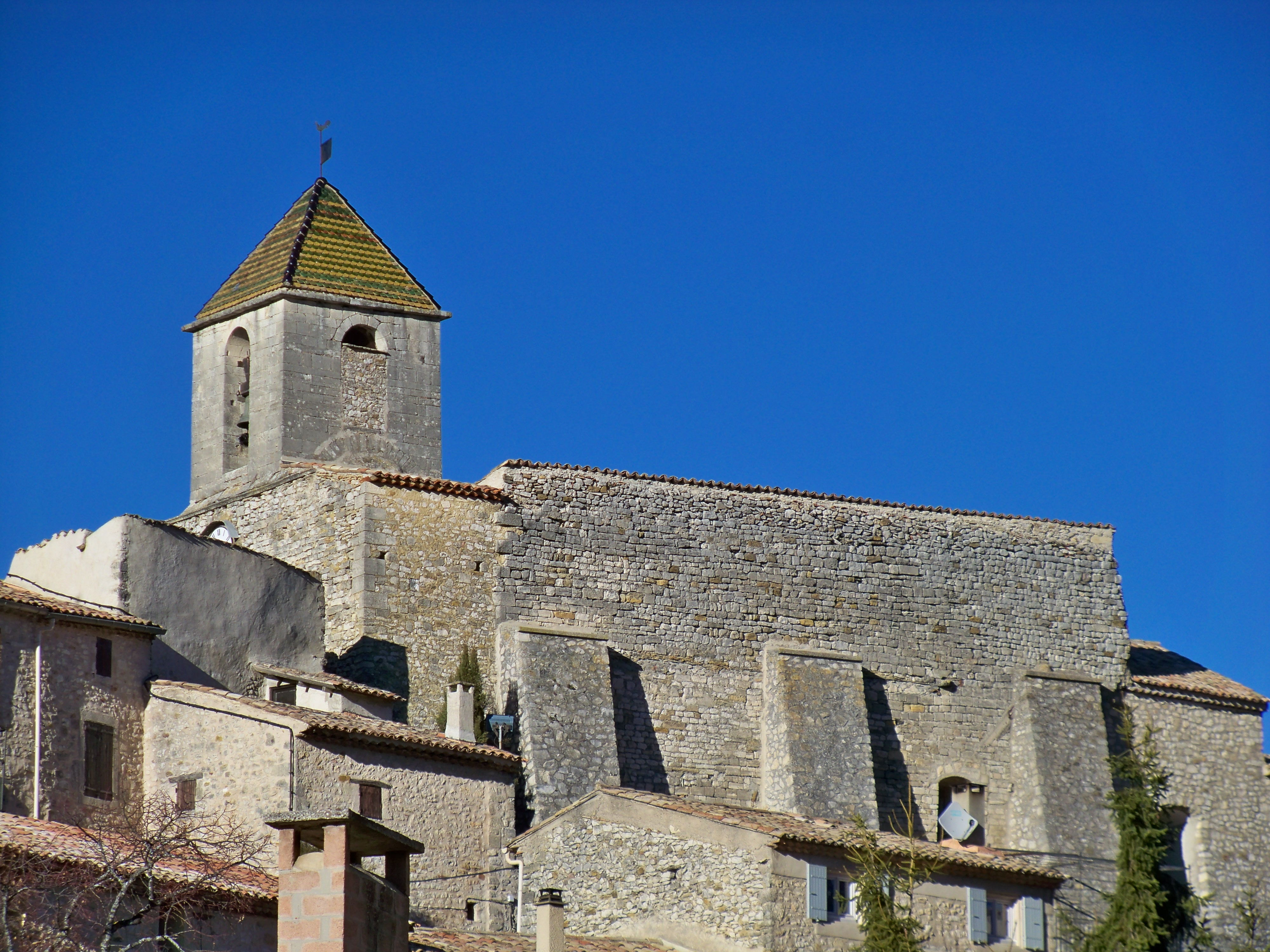
Церковь Сент-Орель